# Nephrosperma
Genre
Nephrosperma est un genre de plantes de la famille des Arecaceae. C'est un genre monospécifique d'un palmier originaire des Seychelles.

## Classification
- Sous-famille des Arecoideae
  - Tribu des Areceae
    - Sous-tribu des  Verschaffeltiinae  [2]

Ce genre partage sa sous-tribu avec les genres suivant :  Phoenicophorium, Roscheria, Verschaffeltia  .

## Liste d'espèces
Selon BioLib (20 avril 2019), Catalogue of Life (20 avril 2019), World Checklist of Selected Plant Families (WCSP) (20 avril 2019) et The Plant List (20 avril 2019) :
- Nephrosperma van-houtteanum (H.Wendl. ex Van Houtte) Balf.f. (1877)

Selon Tropicos (20 avril 2019) (Attention liste brute contenant possiblement des synonymes) :
- Nephrosperma van-houtteanum (H. Wendl. ex Van Houtte) Balf. f.
- Nephrosperma vanhoutteana Balf. f.